# Eva Caselli
Eva Angélica Caselli es una actriz de  cine argentina. Fue elegida ‘’Reina Nacional del Trabajo’’ en 1948, luego participó en varias películas y recibió un premio como mejor actriz de reparto.

## Filmografía
Actriz
- Deshonra (1952) .... Presa joven
- Almafuerte (1949)
- Las aventuras de Jack (1949)

## Premio
La Academia de Artes y Ciencias Cinematográficas de la Argentina le otorgó el premio Cóndor Académico a la mejor actriz de reparto en 1949 por su labor en el filme Almafuerte.